# Balkan-Maulwurf
Der Balkan-Maulwurf (Talpa stankovici) ist eine Säugetierart aus der Familie der Maulwürfe (Talpidae) innerhalb der Ordnung der Insektenfresser (Eulipotyphla). Sie kommt im westlichen und südlichen Teil der Balkanhalbinsel sowie einigen vorgelagerten Inseln vor. Dort bewohnt sie verschiedene Landschaftstypen von Wäldern bis offenen Gebieten sowohl auf Meeresspiegelniveau als auch in höheren Gebirgslagen. Äußerlich ähneln die Tiere dem wesentlich bekannteren Europäischen Maulwurf, dem sie auch in der Größe gleichen. Es gibt aber markante Größenunterschiede in den einzelnen Populationen des Balkan-Maulwurfs. Kennzeichnend für die Art sind die mit Haut überdeckten Augen, das robuste Gebiss und einige spezielle Zahnmerkmale. Die Lebensweise ist nur ungenügend erforscht. Wie andere Vertreter der Eurasischen Maulwürfe lebt der Balkan-Maulwurf unterirdisch in selbst gegrabenen Tunneln und Gängen. Er wurde im Jahr 1931 wissenschaftlich eingeführt. Über lange Zeit galt er als Unterart des Römischen Maulwurfs. Seit den 1980er Jahren wird der Balkan-Maulwurf als eigenständige Art geführt. Seine Bestände sind nicht bedroht.

## Merkmale

### Habitus
Der Balkan-Maulwurf erreicht etwa die Größe des Europäischen Maulwurfs (Talpa europaea) und ist kleiner als der Römische Maulwurf (Talpa romana). Seine Kopf-Rumpf-Länge beträgt 12,1 bis 14,3 cm, die Schwanzlänge 2,7 bis 4,2 cm. Das Gewicht variiert zwischen 61 und 96 g bei männlichen und 48 bis 69 g bei weiblichen Tieren. Erstere sind dadurch rund 20 % schwerer als letztere. Die Angaben beziehen sich auf Individuen aus den bewaldeten Gebirgsregionen von Nordmazedonien, solche aus den Küstengebieten Montenegros sind mit einem Gewicht von 35 bis 51 g auffallend kleiner. Äußerlich ähnelt der Balkan Maulwurf anderen Vertretern der Eurasischen Maulwürfe. Wie diese charakterisiert er sich durch einen zylindrischen und robusten Körper, einen kurzen Hals sowie durch schaufelartige Vorderfüße. Das Körperfell ist schwärzlich getönt, ähnlich auch der Schwanz, lediglich die Füße heben sich durch eine graue Farbgebung ab. Die Augen sind wie beim Römischen, aber abweichend vom Europäischen Maulwurf mit einer Hautfalte bedeckt. Der Hinterfuß wird 1,7 bis 1,9 cm lang.

### Schädel- und Gebissmerkmale
Die Schädellänge von Individuen aus Nordmazedonien beträgt durchschnittlich 33,4 bis 33,9 mm, die Breite am Hirnschädel liegt bei 16,7 bis 17,2 mm. Das Rostrum ist relativ breit, auf Höhe der Mahlzähne erreicht es etwa 10,4 bis 10,5 mm Ausmaß. Entsprechende Werte für Tiere aus Montenegro liegen bei 29,0 bis 29,5 mm, bei 14,5 bis 14,6 mm und bei 8,5 mm. Im Vergleich zum Blindmaulwurf (Talpa caeca) hat das Rostrum eine kürzere und höherer Gestalt. Außerdem befindet sich die Hinterkante des Foramen infraorbitale oberhalb des zweiten Molaren und damit etwas vorgeschoben im Vergleich zum Blindmaulwurf. Das Gebiss besteht aus 44 Zähnen mit folgender Zahnformel: {\displaystyle {\frac {3.1.4.3}{3.1.4.3}}}. Im Gegensatz zum Römischen Maulwurf ist kaum Oligodontie belegt. Am hinteren unteren Prämolar fehlt häufig das Metaconid, ein Höckerchen, das sich normalerweise an den großen Haupthöcker (Protoconid) anlehnt und beim Blindmaulwurf regelmäßig auftritt. Am oberen ersten Mahlzahn weist das Mesostyl, ein kleiner Höcker zwischen den beiden lippenseitigen Haupthöckern (Paraconus und Metaconus) stets zwei Spitzen auf, übereinstimmend mit dem Römischen Maulwurf und abweichend vom Europäischen Maulwurf. Generell sind die Mahlzähne sehr robust gebaut, Die oberer Zahnreihe wird zwischen 11,5 und 13,6 mm lang. Dies entspricht 38,5 bis 43,4 % der gesamten Schädellänge, was deutlich mehr ist als beim Europäischen Maulwurf.

### Genetische Merkmale
Der diploide Chromosomensatz lautet 2n = 34. Das X-Chromosom ist mittelgroß und metazentrisch, das Y-Chromosom fleckenförmig. Der Karyotyp ähnelt weitgehend dem des Römischen Maulwurfs, allerdings ist das 14. Chromosomenpaar acrozentrisch und nicht subteleozentrisch wie bei letzterem.

## Verbreitung und Lebensraum

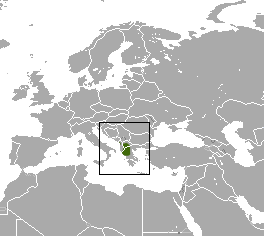
Verbreitungsgebiet des Balkan-Maulwurfs

Der Balkan-Maulwurf kommt in Südosteuropa vor. Sein Verbreitungsgebiet erstreckt sich über den westlichen und südlichen Teil der Balkanhalbinsel bis in den Norden der Peloponnes. Es schließt somit Montenegro, Nordmazedonien, Albanien und Griechenland ein. Die Nordgrenze wird etwa bei Ulcinj in Montenegro, Vermosh in Albanien und der Šar Planina in Nordmazedonien erreicht. Nach Westen bildet der Fluss Vardar eine natürliche Barriere. Die Art ist außerdem auf den Inseln Korfu und Kefalonia anzutreffen. Die genutzten Habitate bestehen aus Acker- und Weideland, Hochgebirgswiesen sowie Straßenrändern und Sanddünen, zudem auch aus Waldgebieten mit Laub- und Nadelbäumen. Die Höhenverbreitung reicht vom Meeresspiegelniveau bis auf circa 2300 Höhenmetern. In großen Teilen seines Verbreitungsgebietes kommt der Balkan-Maulwurf sympatrisch mit dem Blindmaulwurf vor, beide Arten sind aber nur selten am gleichen Ort anzutreffen. Generell ist ersterer häufiger als letzterer. Mit dem Verbreitungsgebiet des Europäischen Maulwurfs bestehen nur randliche Überschneidungen.

## Lebensweise
Häufig nutzt der Balkan-Maulwurf Gebiete mit harten Böden, die mit Borstgras oder der Heidelbeere bestanden sind. Wie andere Eurasische Maulwürfe auch gräbt er unterirdische Gänge und Tunnel, deren Eingänge durch charakteristische Auswurfhügel (Maulwurfshügel) angezeigt werden. Über weitere Aktivitäten liegen aber keine Informationen vor. Die Nahrung besteht nach Untersuchungen einiger Mageninhalte aus Regenwürmern. Der Nachwuchs kommt im Februar und März zur Welt, milchgebende Muttertiere wurden im April beobachtet. Jungtiere ab einem Gewicht von 30 g bewegen sich durch die Gänge des Baus. Muttertiere tragen zwischen zwei und vier Embryonen aus. Die Weibchen des Balkan-Maulwurfs besitzen Zwitterdrüsen und sind somit funktional als Hermaphroditen anzusehen, ähnlich wie es beim Iberischen Maulwurf (Talpa occidentalis) bekannt ist.

## Systematik
Der Balkan-Maulwurf ist eine Art aus der Gattung der Eurasischen Maulwürfe (Talpa). Die Gattung setzt sich aus rund 15 weiteren Mitgliedern zusammen, das bekannteste ist der Europäische Maulwurf (Talpa europaea). Die Eurasischen Maulwürfe bilden einen Teil der Tribus der Eigentlichen Maulwürfe (Talpini) und der Familie der Maulwürfe (Talpidae). Die Eigentlichen Maulwürfe wiederum umfassen die zumeist grabenden Formen der Maulwürfe, während andere Angehörige der Familie dem gegenüber nur teilweise unterirdisch leben, sich oberirdisch fortbewegen oder eine semi-aquatische Lebensweise haben.
Die wissenschaftliche Erstbeschreibung des Balkan-Maulwurfs stammt von Vladimir Emmanuelovich Martino und Evgenia V. Martino aus dem Jahr 1931. In dieser führten sie die neue Form als Unterart des Römischen Maulwurfs (Talpa romana) und bezeichneten sie entsprechend mit Talpa romana stankovici. Als Holotyp bestimmten beide Autoren ein männliches Individuum mit 11,4 cm Körperlänge, das von ihnen selbst Ende August 1928 am Berg Pelister im heutigen Nordmazedonien in rund 1000 m Höhe aufgesammelt worden war. Die Region bildet das Typusgebiet der Art. Sie sahen den Balkan-Maulwurf als Reliktform des Römischen Maulwurfs an, der aufgrund seiner Lebensweise in gebirgigen Landschaften eine nur geringe Körpergröße aufwies. Namenspatron ist Siniša Stanković, ein ehemaliger Gelehrter an der Universität Belgrad, der sich mit derartigen Reliktfaunen der Balkanhalbinsel beschäftigte.
Der Unterartstatus des Balkan-Maulwurfs blieb über das nächste halbe Jahrhundert weitgehend erhalten. Beide teilen neben der robusten Bezahnung auch den caecoidalen Aufbau des Kreuzbeins (die Öffnung des Foramens am vierten Kreuzbeinwirbel ist nach hinten gerichtet), im Gegensatz zum Europäischen Maulwurf mit seiner europaeoidalen Gestaltung (die Öffnung des Foramens am vierten Kreuzbeinwirbel ist durch eine Knochenbrücke überdeckt). Allerdings vermutete Boris Petrov bereits Mitte der 1970er Jahre eine eigenständige Artstellung des Balkan-Maulwurfs. Ernesto Capanna verwies dann im Jahr 1981 sowohl auf karyologische als auch morphometrische Unterschiede im Schädelbau zwischen dem Balkan-Maulwurf und dem Römischen Maulwurf und hob ersteren auf Artebene. Untermauern ließ sich dies nur wenig später durch Analysen an den Allozymen einiger europäischer Formen, die keine direkte Verwandtschaft zwischen dem Römischen und dem Balkan-Maulwurf erbrachten. Der eigenständige Artstatus des Balkan-Maulwurfs wurde in der Folgezeit daher zumeist akzeptiert. Molekulargenetische Studien zeigten Anfang des 21. Jahrhunderts auf, dass der Balkan-Maulwurf eine gemeinsame Gruppe mit anderen europäischen Maulwürfen der Gattung Talpa bildet, die sich von einer eher östlichen Gruppe absetzt. Innerhalb dieser westlichen Gruppe nimmt der Balkan-Maulwurf gemeinsam mit dem Levantinischen Maulwurf (Talpa levantis) eine basale Position ein. Die westliche Gruppe der Eurasischen Maulwürfe formte sich im Pliozän vor rund 3,8 Millionen Jahren heraus, wobei sich der Balkan-Maulwurf vor rund 3,15 Millionen Jahren als eigene Linie abspaltete.
In der Regel werden zwei Unterarten des Balkan-Maulwurfs unterschieden:
- T. s. montenegrina Kryštufek, 1994; Küstengebiete des südlichen Montenegros und des anschließenden Albaniens; kleinere Unterart
- T. s. stankovici V. Martino & E. Martino, 1931; westliches Nordmazedonien und nordwestliches Griechenland; größere Unterart

Zu welcher Unterart die weiteren Populationen Albaniens und Griechenlands gehören, ist unklar. Genetische Untersuchungen an Tieren aus Griechenland erbrachten insgesamt zwei verschiedenen Kladen. Eine beschränkt sich auf den nördlichen Teil der Peloponnes, die andere auf das nördliche und nordwestliche Griechenland. Beide unterscheiden sich signifikant in ihrem genetischen Abstand und sind monophyletisch. Sie könnten daher eigenständige taxonomische Einheiten bilden.

## Bedrohung und Schutz
Die IUCN stuft den Bestand des Balkan-Maulwurfs als „nicht bedroht“ (least concern) ein. Es liegen allerdings keine Erhebungen zur Populationsgröße vor. Die Art ist des Weiteren nur wenig untersucht und räumlich stark begrenzt. Größere Gefährdungen für den Gesamtbestand sind nicht bekannt. Der Balkan-Maulwurf kommt in mehreren Schutzgebieten vor, so etwa im Pelister-Nationalpark rund um den Pelister in Nordmazedonien.